# Jan Nepomuk Steinský
Jan Nepomuk Antonín Steinský (15. června 1848 Smiřice – 31. července 1922 Praha) byl válečný veterán prusko-rakouské války a zakladatel Komitétu pro udržování pomníků na bojišti Králové-hradeckém.

## Život

### Do roku 1866
Jan Nepomuk Steinský se narodil ve Smiřicích do rodiny hostinského Františka Steinského a jeho manželky Rozálie roz. Rottové. Steinský měl pět starších vlastních sourozenců. Jeho matka zemřela, když mu byly necelé dva roky a otec se znovu oženil. Z druhého otcova manželství přibyli do rodiny další čtyři sourozenci. Školní docházku Jan Steinský absolvoval ve Smiřicích a v Jaroměři. Poté ještě před válkou v roce 1866 pravděpodobně studoval na obchodní škole ve Vídni, kterou kvůli vstupu do armády nedokončil. Snad ze vzpomínek na dětské pozorování vojenského života v pevnostech (rodné Smiřice se nacházejí mezi tehdelšími pevnostními městy Hradcem Králové a Jaroměří) se na začátku roku 1866 rozhodl vstoupit do rakouské armády.

### Vojenská kariéra
Jan Steinský pod atmosférou prusko-rakouského soupeření ve střední Evropě vstoupil v březnu roku 1866 jako osmnáctiletý mladík do armády, konkrétně do řad pěšího pluku č. 80 s posádkou ve Vídni. Majitelem pluku byl v roce 1866 princ Vilém Schleswig-Holstein. Severní armáda Rakouského císařství se po několikadenních pochodech dostala do oblasti severovýchodních Čech. Jan Steinský ve svých zápiscích zmiňuje, že mu bylo povoleno navštívit rodné Smiřice. Setkal se se svým strýcem, který ho informoval, že jeho starší bratr František, také voják v rakouské armádě, navštívil rodinu ve Smiřicích před několika dny. Jan Steinský se jako svobodník účastnil dílčích střetů na konci června 1866, především pak ale rozhodující bitvy u Hradce Králové 3. července 1866. Byl těžce raněn u obce Máslojedy při ústupu z krvavých bojů o les Svíb. Střepina z dělostřelecké palby mu zasáhla pravou ruku. Spolubojovníci donesli zraněného Steinského do ochranného pásma králvéhradecké pevnosti. Pravá ruka mu byla amputována.
Poprvé byl penzionován v listopadu roku 1867. Přestože ve válce 1866 přišel o pravou paži, nehodlal se kariéry v armádě vzdát. Jeho žádost putovala až k císaři Františku Josefu I., který mu v roce 1872 návrat umožnil a vydal císařské povolení tasit šavli levou rukou. Jako poručík byl přidělen k zeměbraneckému praporu č. 29 v Hradci Králové. Působil na mnoha dalších místech, roce 1885 dosáhl hodnosti setník a v roce 1887 byl podruhé penzionován. V roce 1910 získal hodnost majora.

### Péče o válečné hroby a závěr života
Prusko-rakouská válka v roce 1866 se stala Steinského osudovou událostí, zbytek života zasvětil péči o vojenské památky a stal se zakladatelem Komitétu pro udržování pomníků na bojišti Králové-hradeckém.
Po odchodu do penze se v roce 1887 usadil u rodiny v Cerekvici nad Bystřicí. V roce 1888 se Steinský účastnil honu v lese Svíb, v místě nekrvavějšího boje bitvy u Hradce Králové, kterého se sám zúčastnil. Naskytl se mu pohled na bezútešný stav bojiště a válečných hrobů. Zde vznikla myšlenka záložení spolku, který by o památku padlých v roce 1866 pečoval. Komitét vznikl 2. prosince 1888 v Cerekvici nad Bystřicí a Jan Nepomuk Steinský se stal jeho prvním předsedou. Spolku předsedal až do roku 1911, kdy na funkci rezignoval a stal se čestným předsedou.
Za svou dlouholetou činnost získal Jan Steinský Řád Františka Josefa, pruský Řád červené orlice a saský Řád Albrechta I.
Jeho synovcem přes bratra Rudolfa byl Rudolf Steinský-Sehnoutka, který si v Hradci Králové na Ulrichově náměstí nechal postavit Steinského palác.
Po vzniku samostaného československého státu byl v březnu 1919 přijat do svazku československé armády a dostával i nadále penzi. Jan Nepomuk Steinský zemřel 31. července 1922 v pražské Invalidovně, kde pobýval od začátku roku 1921 a byl pohřben na Olšanském hřbitově.